# Вранкс, Себастьян
Себастьян Вранкс (нидерл. Sebastian Vrancx; род. 22 января 1573 года, Антверпен; † 19 мая 1647 года, там же) — фламандский живописец и гравер эпохи барокко.

## Биография
Прошёл обучение в мастерской Адама ван Ноорта, учениками которого также были многие знаменитые художники, такие как Питер Пауль Рубенс, Якоб Йорданс и Хендрик ван Бален и другие.
Около 1600 года продолжил учёбу в Риме у южнонидерландского художника Пауля Бриля, переселившегося туда из Антверпена.
Основным направлением в творчестве Себастьяна Вранкса было изображение батальных, библейских и аллегорических сцен, а также жанровых зарисовок.
Себастьян Вранкс — один из ведущих художников-баталистов того времени. Его полотна были в коллекции Питера Пауля Рубенса. Он неоднократно помогал Яну Брейгелю Старшему и выступал в качестве соавтора отдельных работ живописца. Кроме того, Вранкс работал над картинами вместе с Франсом Франкеном Младшим, Рубенсом, Хендриком ван Баленом, Франсом Снейдерсом и Йоосом де Момпером.
В творчестве Себастьяна Вранкса были широко распространены аллегорические композиции. В его работах ощущается влияние современной ему итальянской живописи и работ Питера Брейгеля Старшего.
Себастьян Вранкс — автор стихов, комедий и трагикомедий. Состоял деканом цехового объединения художников — гильдии Святого Луки в Антверпене. Был главой района и капитаном городской милиции.
Воспитал несколько учеников, среди которых лучшим считался Франс Снейдерс.
Подписывая работы, использовал также имена Sebastiaan Franck, Sebastiaen Franck, Sebastian Franck, Sebastiaan Franks, Sebastiaen Franks, Sebastian Franks, Sebastiaen Vrancx.
В настоящее время полотна живописца находятся в коллекциях Королевского музея изящных искусств в Антверпене, музее Грунинге в Брюгге, амстердамском Рейксмюсеум и Noordbrabants museum в Хертогенбосе. Несколько рисунков и картин Себастьяна Вранкса представлены в собраниях Эрмитажа в Санкт-Петербурге, в Новосибирском государственном художественном музее, музее искусств Гарвардского университета, парижском Лувре и ряде других музеев мира.

## Галерея

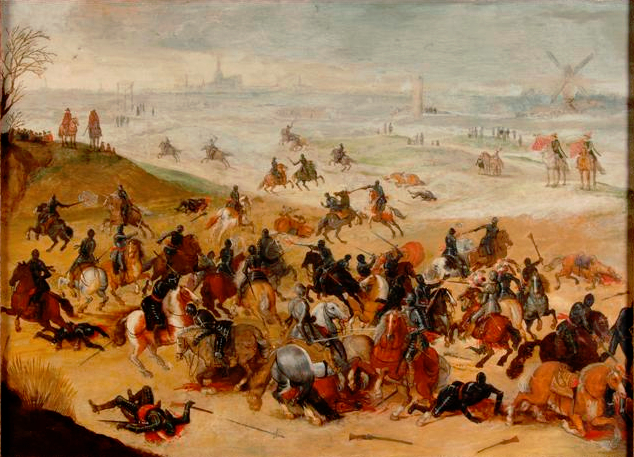
Битва при Леккербитье (1600)
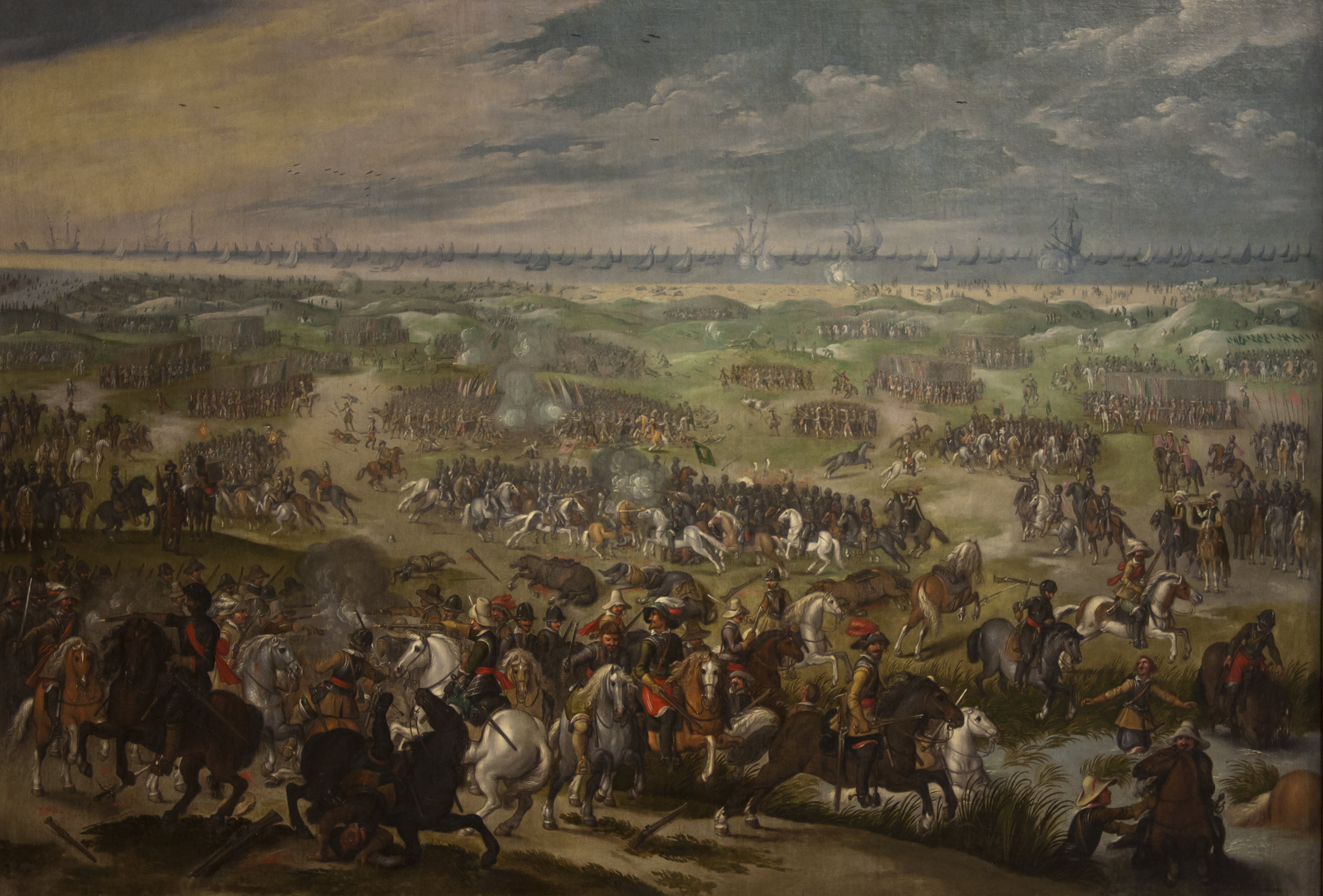
Эпизод сражения у Даунса (1639)
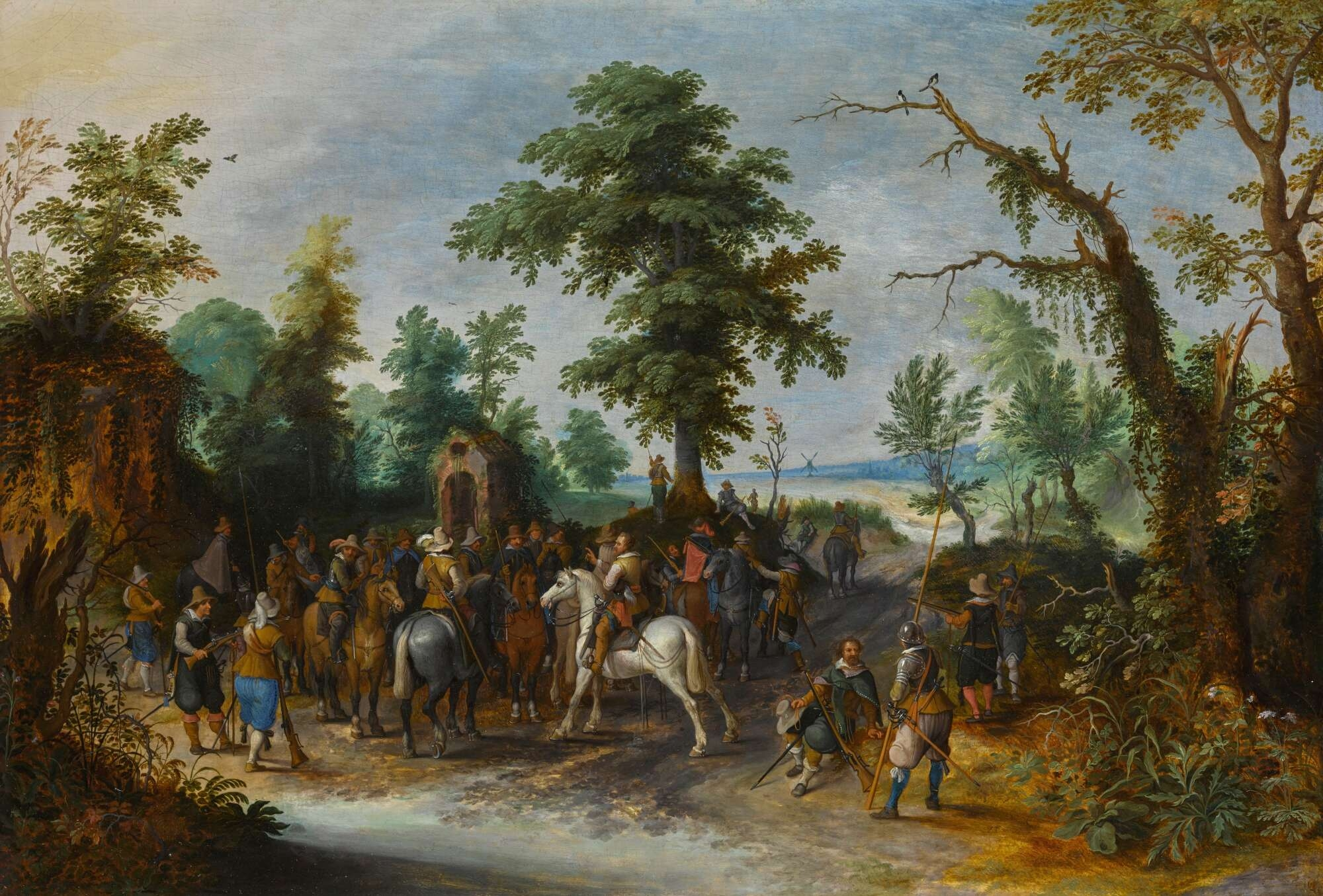
Военные сборы на поляне
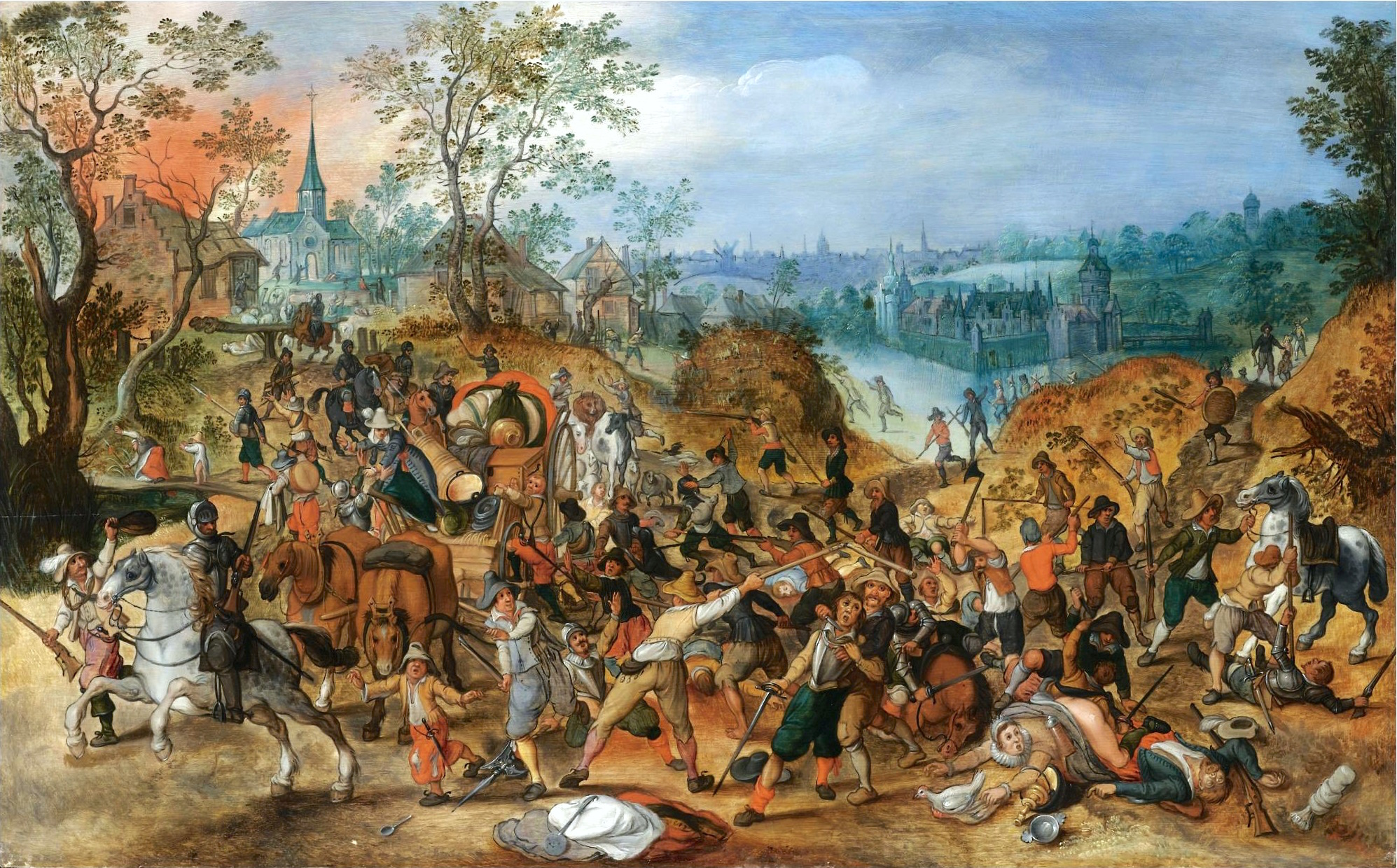
Ужасы войны
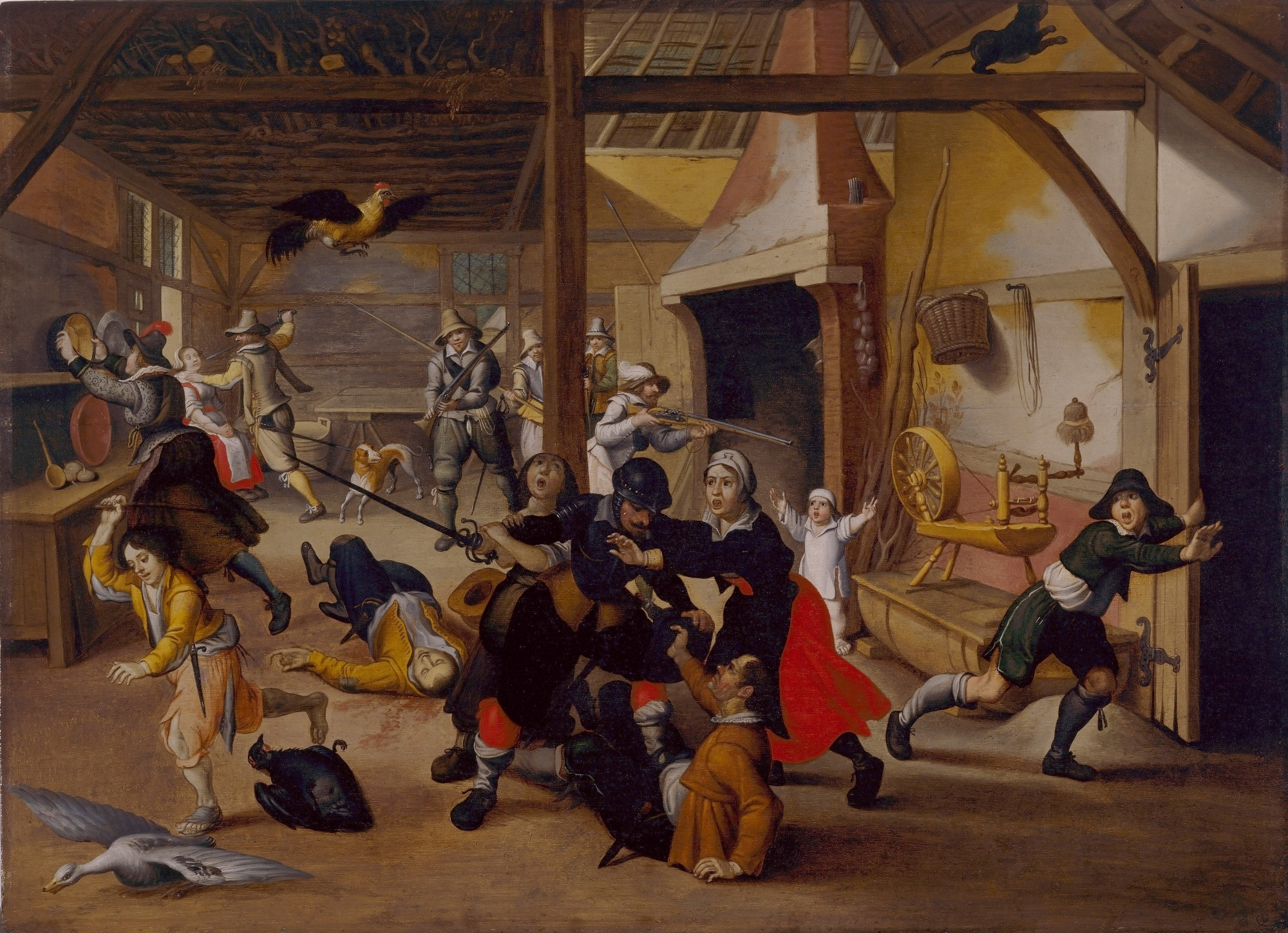
Бесчинства наёмников
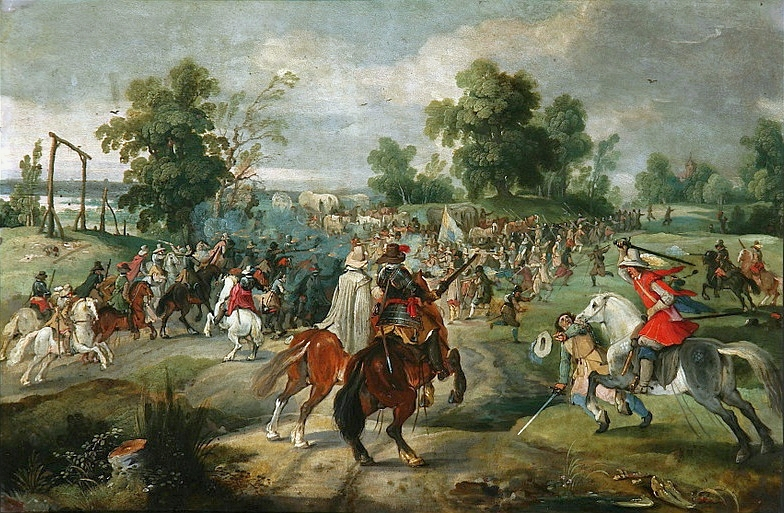
Нападение на обоз
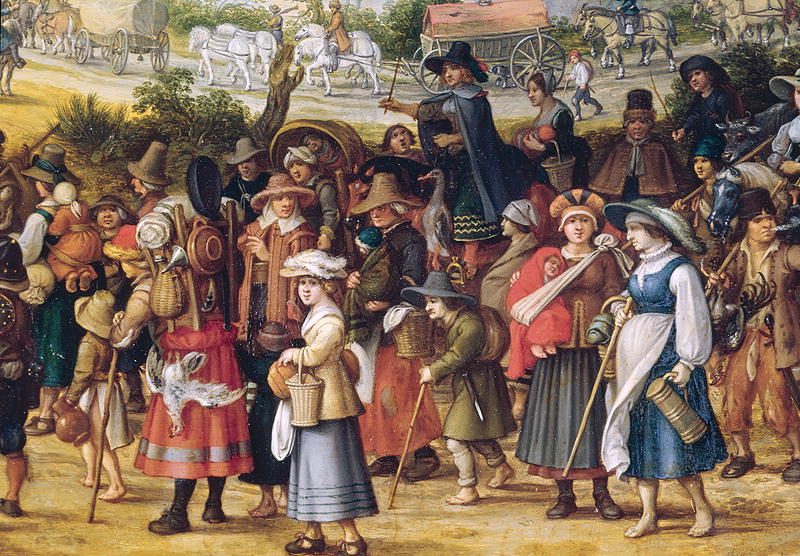
Беженцы
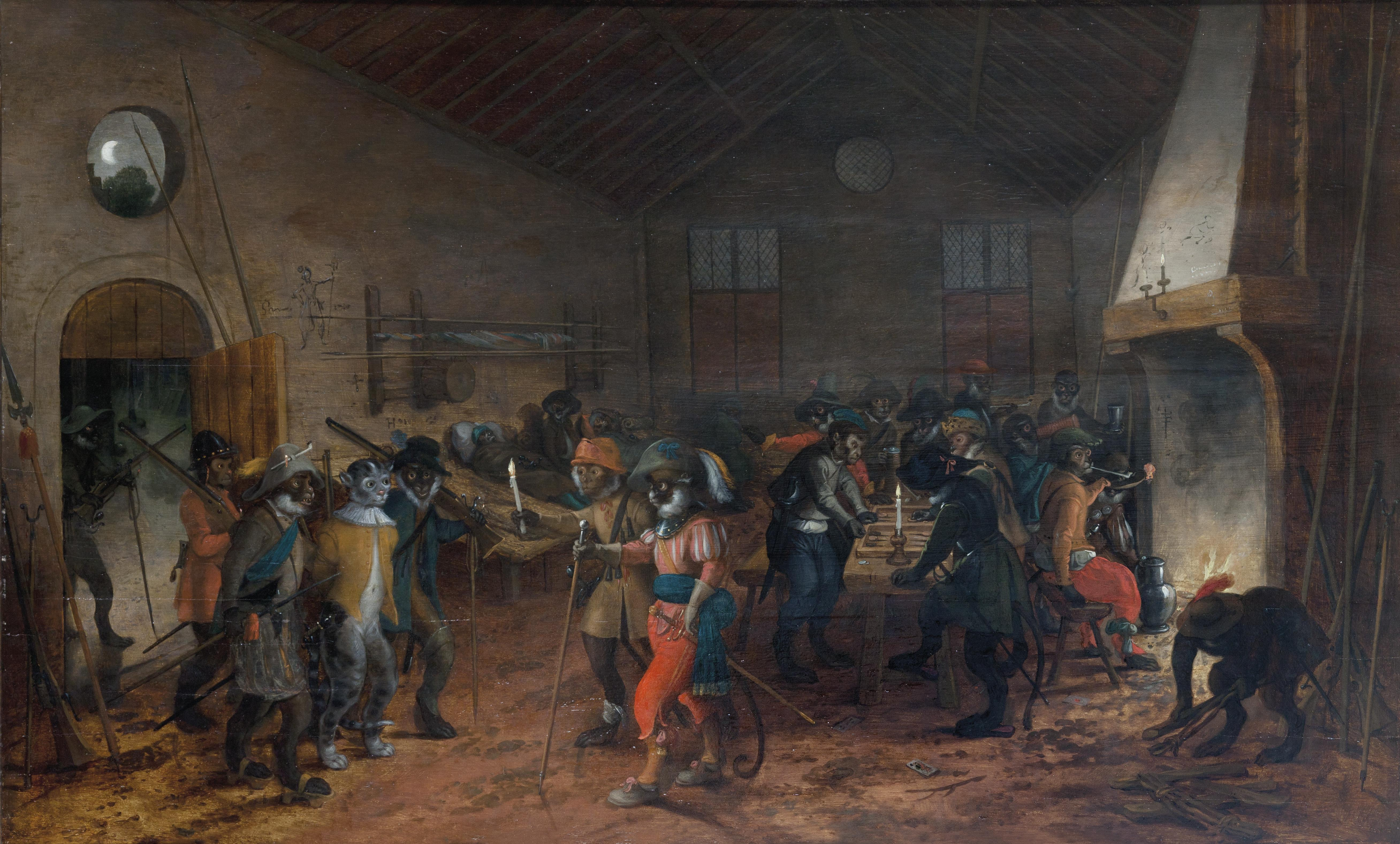
Аллегория войны. Обезьяны и кошки в военной форме
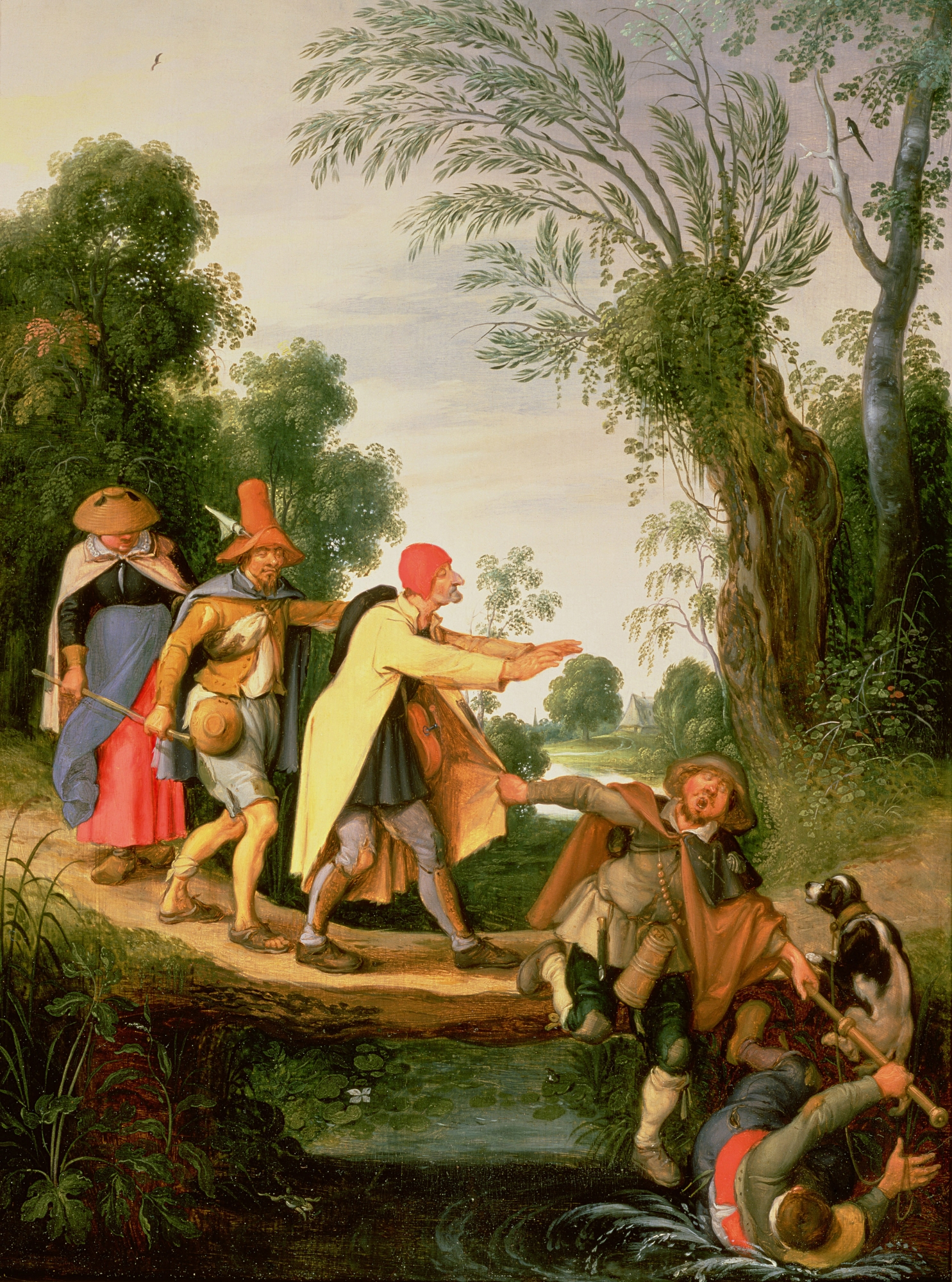
Слепые
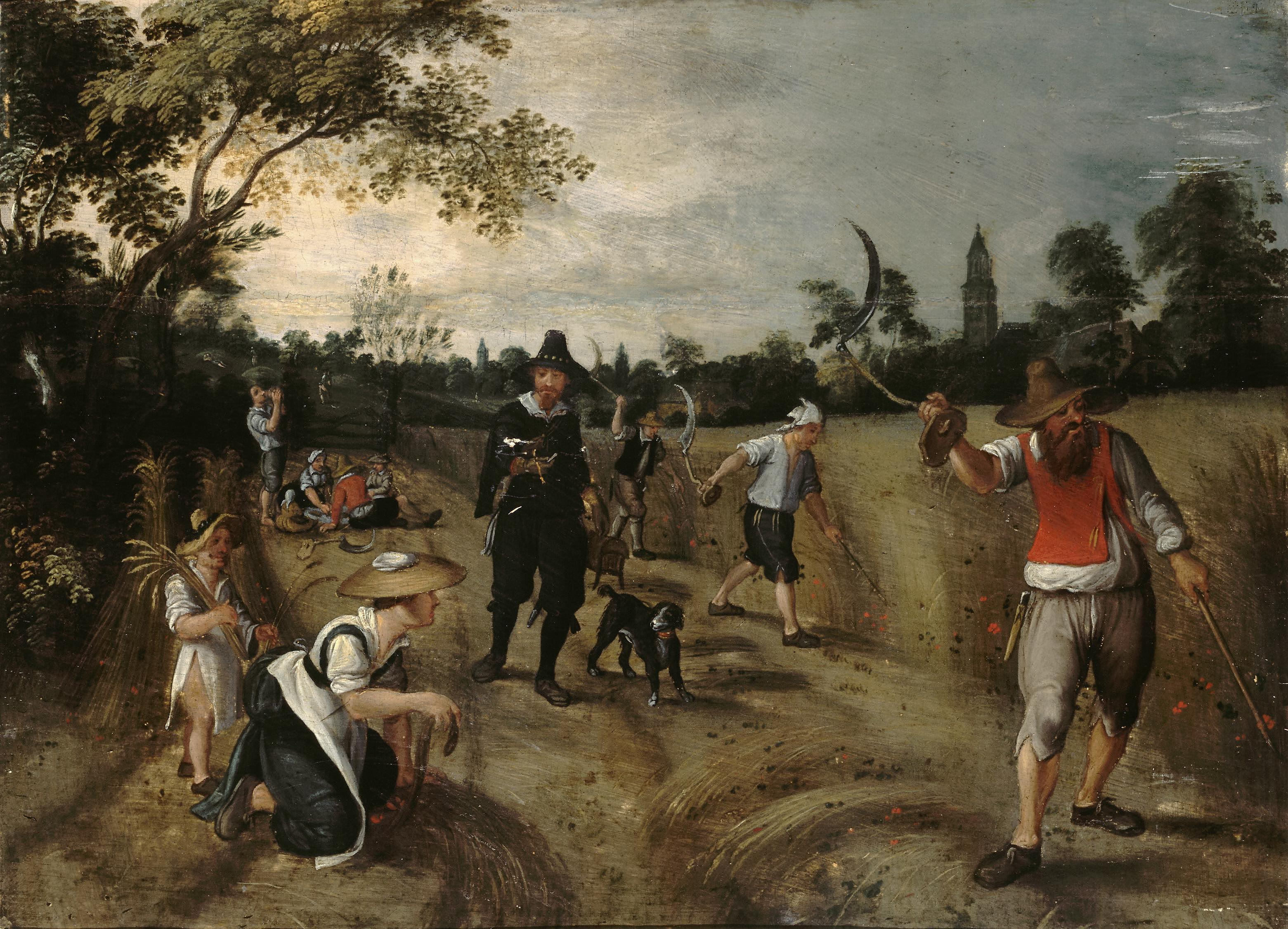
Сбор урожая
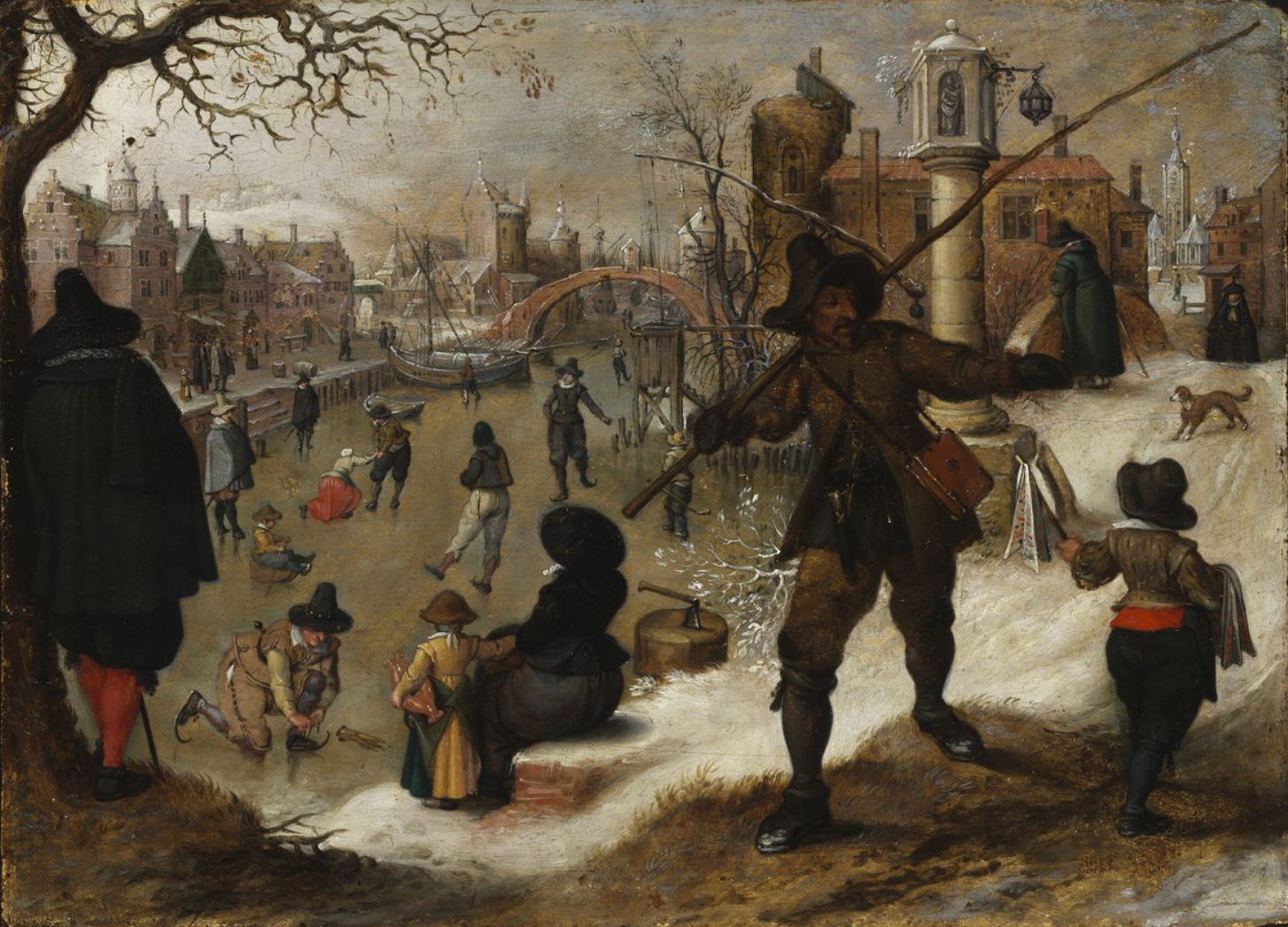
Январь
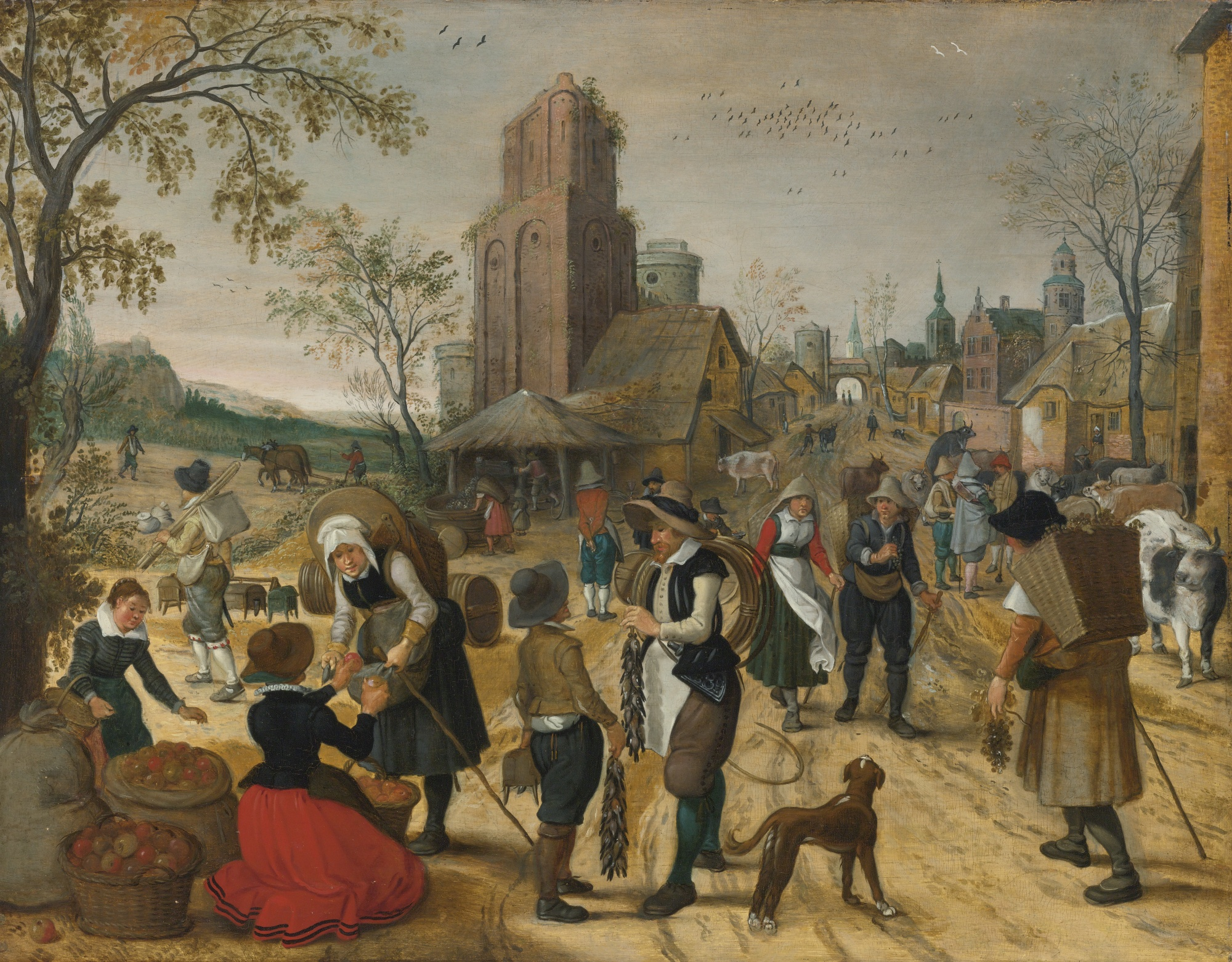
Деревенская ярмарка осенью